# (379) Гуенна
(379) Гуенна (лат. Huenna) — крупный астероид главного пояса, который является крупным представителем семейства Фемиды и, как и большинство других представителей семейства, имеет тёмную углеродистую поверхность, и по спектру классифицируется как астероид класса C. Он был открыт 8 января 1894 года французским астрономом Огюстом Шарлуа в обсерватории Ниццы. Назван в честь острова Вен, принадлежащего ныне Швеции, на котором в XVI веке более 20 лет работал датский астроном Тихо Браге в построенных под его руководством обсерваториях Ураниборг и Стьернеборг. Гуенна имеет небольшой спутник, открытый в 2003 году.

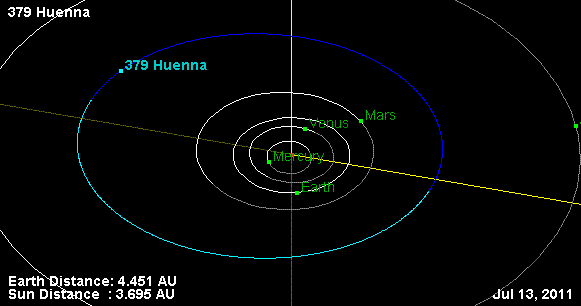
Орбита астероида Гуенна и его положение в Солнечной системе

## Спутник
14 августа 2003 года с помощью изображений, полученных с телескопа Кек-2 на Гавайах, у Гуенны был обнаружен спутник, получивший обозначение S/2003 (379) 1.
Спутник обращается вокруг родительского тела на довольно значительном расстоянии, около 3400 километров, с эксцентриситетом 0,334. Сидерический период оценивается в 80,8 ± 0,36 дней. В 2011 году были опубликованы исследования спектров Гуенны и её спутника, проведённые международной группы учёных из нескольких стран. По результатам исследований было выдвинуто предположение, что S/2003 (379) 1 либо является обломком Гуенны, либо бывшим членом семейства Фемиды, ставшим её спутником в результате гравитационного захвата.